# Microhistorias del mundo
Microhistorias del mundo (también  Microhistorias o Micros históricos) fue una serie televisiva argentina de relatos ilustrados, creada, producida y realizada por Carlos Alberto Aguilar, emitida entre los años 1980 y 1982 por Argentina Televisora Color durante las tandas comerciales de la emisora.
Los cortometrajes abordaban variados acontecimientos y biografías respecto al origen de la República Argentina y la conjunción de los capítulos presentó una narración histórico-literaria, revisionista de la gesta patria, revelándose como un formato audiovisual vanguardista de la microhistoria en el habla hispana. 
Los textos fueron interpretados –en off– por el actor y locutor Eduardo Rudy y contó con ilustraciones exclusivas realizadas por Alberto Breccia, Enrique Breccia, Jose Luis Salinas y Alberto Salinas, dibujantes destacados en la historieta internacional.

## Historia

### Origen

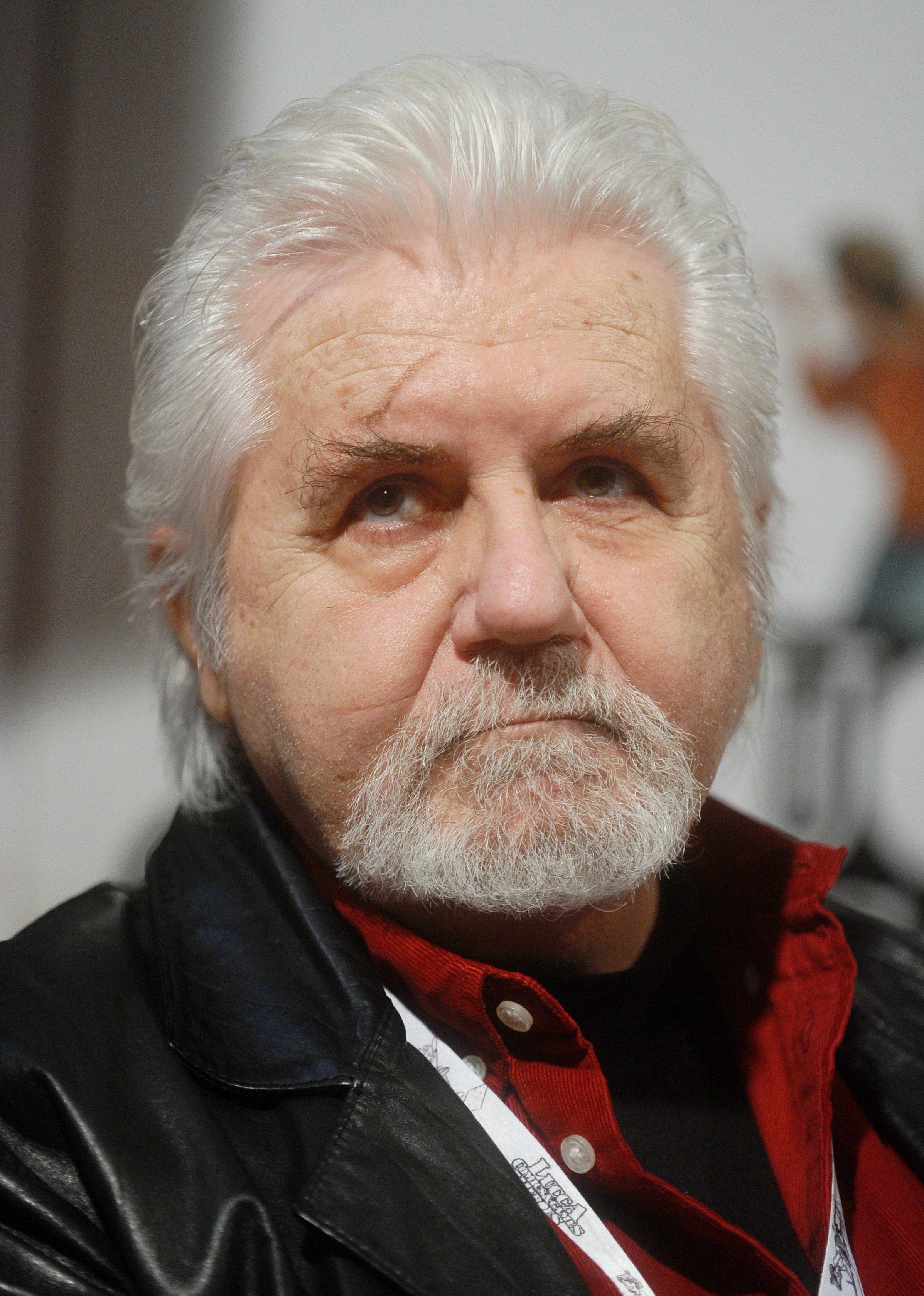
Enrique Breccia, hijo de Alberto Breccia, quien elaboró junto con su padre las 86 ilustraciones iniciales del ciclo

Durante la última dictadura militar Argentina, impedido de ejercer su profesión de periodista por razones ideológicas, Carlos Alberto Aguilar se desempeñaba en Argentina Televisora Color como productor ejecutivo del programa infantil El festival de Tom y Jerry. Pero ante la proximidad del 170° aniversario de la Revolución de Mayo, en el año 1979, creyó posible contar historias de «militares buenos», en contraposición a la dictadura imperante. Para cumplir su objetivo, debía sortear ciertas pautas de la censura impuesta por el COMFER y decidió realizar un ensayo literario, bajo un criterio cuya metodología se empezaría a considerar años después, como una rama de la historia social; la microhistoria.
Con los primeros guiones escritos y la intención de plasmarlos bajo una estética de historieta se reunió con el prestigioso dibujante Alberto Breccia, quien en colaboración con su hijo Enrique –también destacado historietista- realizó las primeras 86 láminas ilustradas en tinta china y sobre las cuales en 1979 fue realizado el capítulo piloto La epopeya de mayo. El proyecto fue inicialmente bien recibido, pero postergado por las autoridades del canal. Ante esto, Aguilar le solicitó a los Breccia seguir trabajando en colorear los dibujos. En esta última tarea –realizada con acuarelas– habría colaborado también Patricia Breccia. 
En el verano del año 1980, el canal dependiente del Estado Mayor Conjunto de las Fuerzas Armadas concretaba la programación de la nueva temporada. Se pasaría del blanco y negro al color desde el día primero de mayo y las Microhistorias del mundo resultaron oportunas, por lo colorido de las ilustraciones.

### Producción
Durante el mes de mayo del año 1980 fueron emitidos 22 micros históricos diferentes de La epopeya de mayo, durante las tandas comerciales. Paralelamente Aguilar inició un nuevo formato infantil (La carpa del color), con una membresía que posibilitaba a los socios ser ganadores de premios, en sorteos que se realizaban también durante los cortes comerciales.
La participación en las tandas publicitarias le permitió al productor desarrollar más capítulos; No morirá tu nombre (José de San Martín), El maestro (Domingo Faustino Sarmiento), El legado inmortal (Manuel Belgrano) y varios más, abordando también otras temáticas para los que fueron realizadas nuevas ilustraciones, sumándose a otros destacados historietistas internacionales, quienes también trabajaron en colaboración entre padre e hijo; José Luis Salinas y Alberto Salinas.
Al finalizar el año 1981, la conjunción del ciclo presentaba una versión diferente de la historia oficial de aquel entonces y una línea editorial inadvertida por el aparato de censura durante las emisiones individuales, habiendo insertado en el contexto de las narraciones, las biografías de Juana Azurduy, Felipe Varela y otras temáticas consideradas inconvenientes, como lo fue también el Martín Fierro o la vida de Jesús de Nazaret. Al concluir la Guerra de las Malvinas, su creador debió abandonar el canal por los contenidos presentados y Microhistorias del mundo fue quitada de la programación del canal y los episodios emitidos fueron borrados.

## Legado
2009 — La Televisión Pública recupera y digitaliza un rollo auxiliar de la grabación del programa piloto del año 1979 La epopeya de Mayo, que fue publicado en Youtube. En tal vídeo pueden observarse las láminas originales, aún sin ser coloreadas.
2010 — Fue realizado un cortometraje relatando los mismos sucesos, confeccionado con material pertenecientes a los herederos de Aguilar, que fue proyectado en el marco del Te Deum celebrado en la Basílica de Nuestra Señora de Luján, en pantalla gigante para el público asistente a la plaza, con motivo del Bicentenario de Argentina.
2012 — Se inauguró en el salón principal del Senado de la Provincia de Buenos Aires la exposición Argentina 202, una muestra con historia, que presentó la colección La epopeya de Mayo, compuesta por una serie de cuadros impresos sobre tela, consecuentes de la combinación digital entre dibujos y textos originales del capítulo homónimo.